# 염표문
염표문(念標文)은 《환단고기》에 기록된 글이다. 도해 단군이 옛날부터 동양에 전해내려오는 천지인 사상에 대한 깨달음과 가르침을 가슴에 새기고 생활 속에서 실천하여 홍익인간이 되라는 의미에서 지어준 일종의 시이다.